# Kalefeld
Kalefeld is een gemeente in de Duitse deelstaat Nedersaksen, gelegen in het Landkreis Northeim. De gemeente telt 6.150 inwoners. Het bestuur van de gemeente is grotendeels te Kalenberg zelf gevestigd, maar een aantal afdelingen, waaronder de burgerlijke stand, zetelen te Echte.

## Delen van de gemeente Kalefeld
Kalefeld bestaat uit het gelijknamige dorp, en daarnaast uit tien, in 1974 in het kader van een gemeentelijke herindeling  bij Kalefeld gevoegde dorpen, thans Ortsteile, te weten:
- Dögerode (2 km ONO)
- Düderode (direct ten Z van Oldenrode)
- Eboldshausen (2½ km ZW)  .
- Echte (3 km O, bij afrit 68 van de A7)
- Oldenrode (5 km NO; niet te verwarren met Oldenrode bij Moringen)
- Oldershausen (4 km O)
- Sebexen (3 km N, aan de B 445)
- Westerhof ( ruim 1 km ten Z van Willershausen)
- Wiershausen (3 km ten O van Sebexen)
- Willershausen (6 km O)

Tussen haakjes de situering ten opzichte van Kalefeld-dorp; 2 km O betekent: 2 kilometer ten oosten van de kern van de plaats Kalefeld.

### Bevolkingscijfers
- Dögerode 142
- Düderode 497
- Eboldshausen 193
- Echte 1.222
- Kalefeld-dorp 1.382
- Oldenrode 510
- Oldershausen 207
- Sebexen 824
- Westerhof 463
- Wiershausen 133
- Willershausen 530

Gemeentetotaal: 6.103 personen. Peildatum:	31 oktober 2022. 
Bron: www.kalefeld.de/ortschaften/ortsteile-der-gemeinde-kalefeldWebsite gemeente Kalefeld 

### Wapensvan deOrtsteilevan Kalefeld

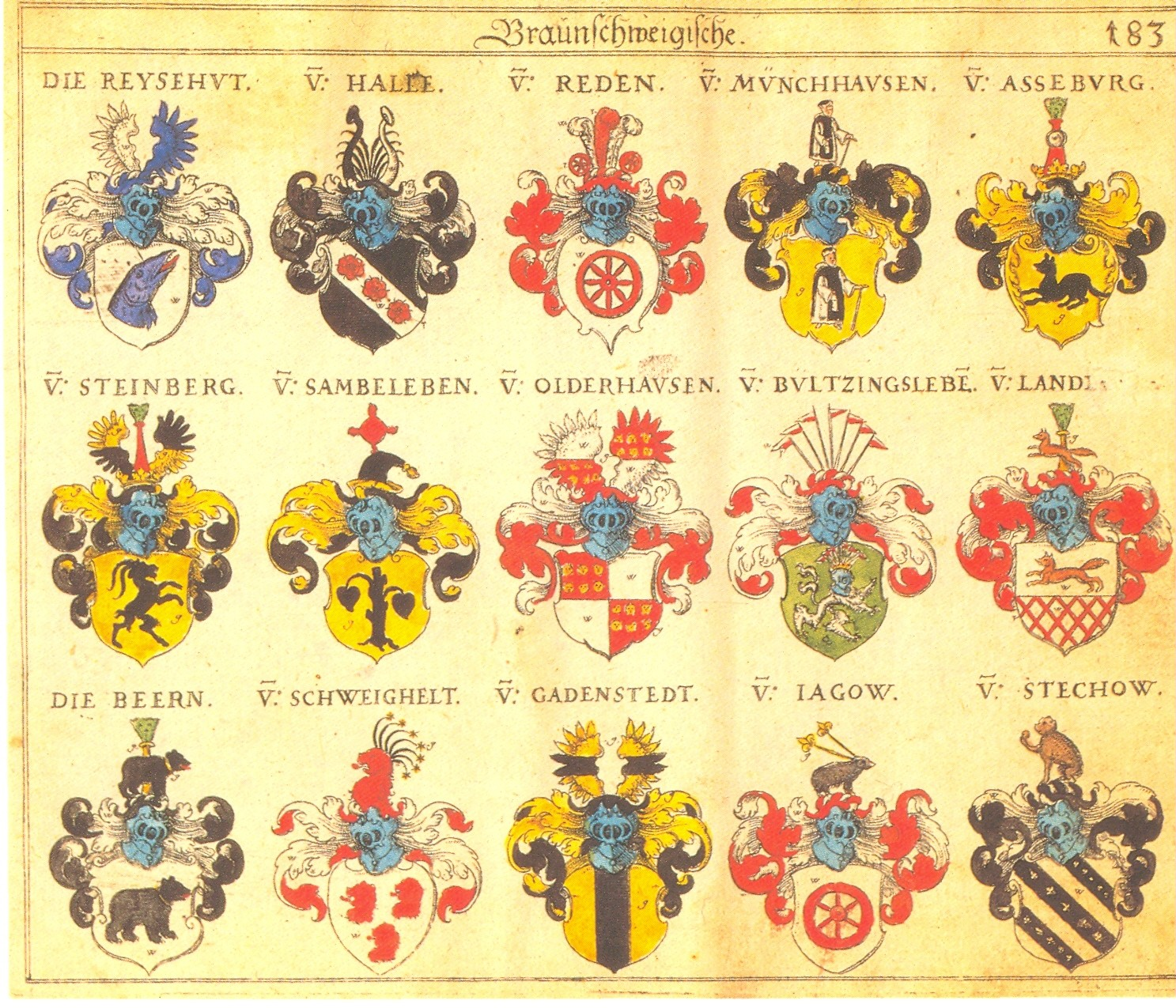
Wapen van de adellijke familie Von Oldershausen (onder de familienaam; prent uit 1605); ten dele verwerkt in het gemeentewapen
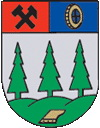
Wapen Düderode
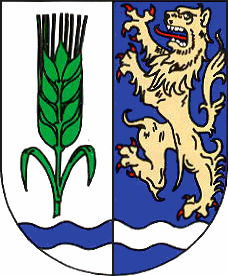
Wapen Echte
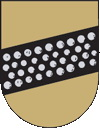
Wapen Sebexen
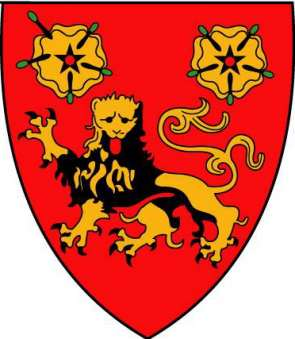
Wapen van Westerhof
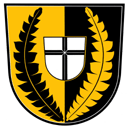
Wapen van Willershausen

## Geografie
Kalefeld heeft een oppervlakte van 84 km² en ligt iets ten noorden van het midden van Duitsland.

### Buurgemeentes
- In het noordwesten en westen: Einbeck
- In het noorden: Bad Gandersheim
- In het noordoosten: Seesen
- In het oosten: Bad Grund (Harz)
- In het zuidoosten: Osterode am Harz
- In het zuid-zuidoosten: Katlenburg-Lindau
- In het zuiden: Northeim.

## Infrastructuur
De gemeente  wordt doorsneden door de Autobahn A7, met afrit 68 bij Echte. Bij dit dorp komt de korte Bundesstraße 445 vanuit Bad Gandersheim en Kalefeld-dorp op de Bundesstraße 248 richting Salzgitter uit.

## Economie
Bij Willershausen heeft de firma Bosch, fabrikant van boormachines e.d., een klein logistiek centrum, o.a. voor de distributie van reserve-onderdelen, in bedrijf. Te Dögerode staat een plasticfabriek. Elders worden, vooral nabij de A7, kleinschalige bedrijfsterreinen ontwikkeld.
39 Procent van het oppervlak van de gemeente bestaat uit productiebos, zodat de bosbouw in Kalefeld van wezenlijk economisch belang is. Tot op de huidige dag bezit het adellijke geslacht Von Oldershausen bijna 19.000 hectare land, bijna uitsluitend productiebos, verspreid door geheel Duitsland, en daarnaast 5.000 hectare in Oostenrijk.
Vanwege het natuurschoon in de omgeving kent de gemeente een bescheiden, vooral op wandelen en fietsen gericht, toerisme.

## Geschiedenis

### Romeins slagveld
Het Romeins slagveld bij Kalefeld in de buurt van het gehucht Wiershausen is een archeologische vindplaats van anderhalve kilometer lang en ongeveer vijfhonderd meter breed, waarschijnlijk uit het begin van de 3e eeuw na Christus. Op deze vindplaats vond een schermutseling of een strijd plaats tussen Romeinen en de Germanen. Het gebied was in 2000 ontdekt door de gepensioneerde amateurarcheoloog Rolf Peter Dix, echter het belang van de vondsten bleek pas aan het einde van 2008, na onderzoek aan gevonden voorwerpen. De vondsten kunnen een herziening betekenen met betrekking op de Romeinse geschiedenis ten noorden van de Limes waarvan wordt aangenomen dat de Romeinen zich na het jaar 9 hadden teruggetrokken.

### Overig
De oudste schriftelijke vermelding van Kalefeld (Halafeld) dateert van het jaar 889 in een oorkonde van keizer Arnulf van Karinthië. Ook Echte (826, archiefstuk Abdij van Fulda) en enkele andere dorpen in de gemeente zijn al zeer oud; zij ontstonden rondom oude kerkjes, kapellen of kloosterboerderijen. In 1544 werd de Reformatie doorgevoerd; sedertdien is de meerderheid van de christenen in de gemeente evangelisch-luthers.
Voor de gemeente Kalefeld is het adellijke geslacht Von Oldershausen vanaf 1197 van betekenis geweest. De in het familiewapen van die van Oldershausen voorkomende roos is ook in het gemeentewapen van Kalefeld aanwezig. De heren van Oldershausen hadden veel bezittingen en belangrijke functies in het Hertogdom Brunswijk-Lüneburg en in de 19e eeuw nog in het Koninkrijk Hannover, met name vanaf het eind van de 13e eeuw de functie van maarschalk. Tegenwoordig bewonen leden van dit geslacht o.a. het Amtshaus in het dorpje Oldershausen. Hun in 1859 gebouwde kasteel in dit zelfde plaatsje moesten zij na de Tweede Wereldoorlog afstoten; nadat dit gebouw tot 1987 een ziekenhuis had gehuisvest, kwam het leeg te staan. Kasteel Oldershausen vervalt sindsdien langzaam tot een ruïne.
In de Dertigjarige Oorlog (1618-1648) en de  Zevenjarige Oorlog (1756-1763) liepen Kalefeld en omgeving zware oorlogsschade op.
Bij Düderode is in de eerste helft van de 20e eeuw een bruinkoolmijn in bedrijf geweest. Echte bezat in dezelfde periode een ijzerertsmijn.

## Bezienswaardigheden
- De kleigroeve bij Willershausen, waar veel fossielen gevonden zijn, wordt, als de plannen van de gemeente Kalefeld doorgaan, in de toekomst een groot museum voor de paleontologie. Voorlopig is hier éénmaal per maand, op een zondagochtend, een rondleiding te boeken. Zie onderstaande weblink van de gemeente Kalefeld.
- In de gemeente staan enige oude, interessante kerkgebouwen, waaronder de in 1145 gebouwde, romaanse Weißenwasserkerk aan de noordoostrand van Kalefeld[3].
- Het bezoekerscentrum rondom de opgravingssite van de veldslag tegen de Romeinen in de 3e eeuw (Römerschlacht am Harzhorn), met mogelijkheid tot het boeken van rondleidingen, zie onderstaande weblink

## Afbeeldingen

### Kerkgebouwen

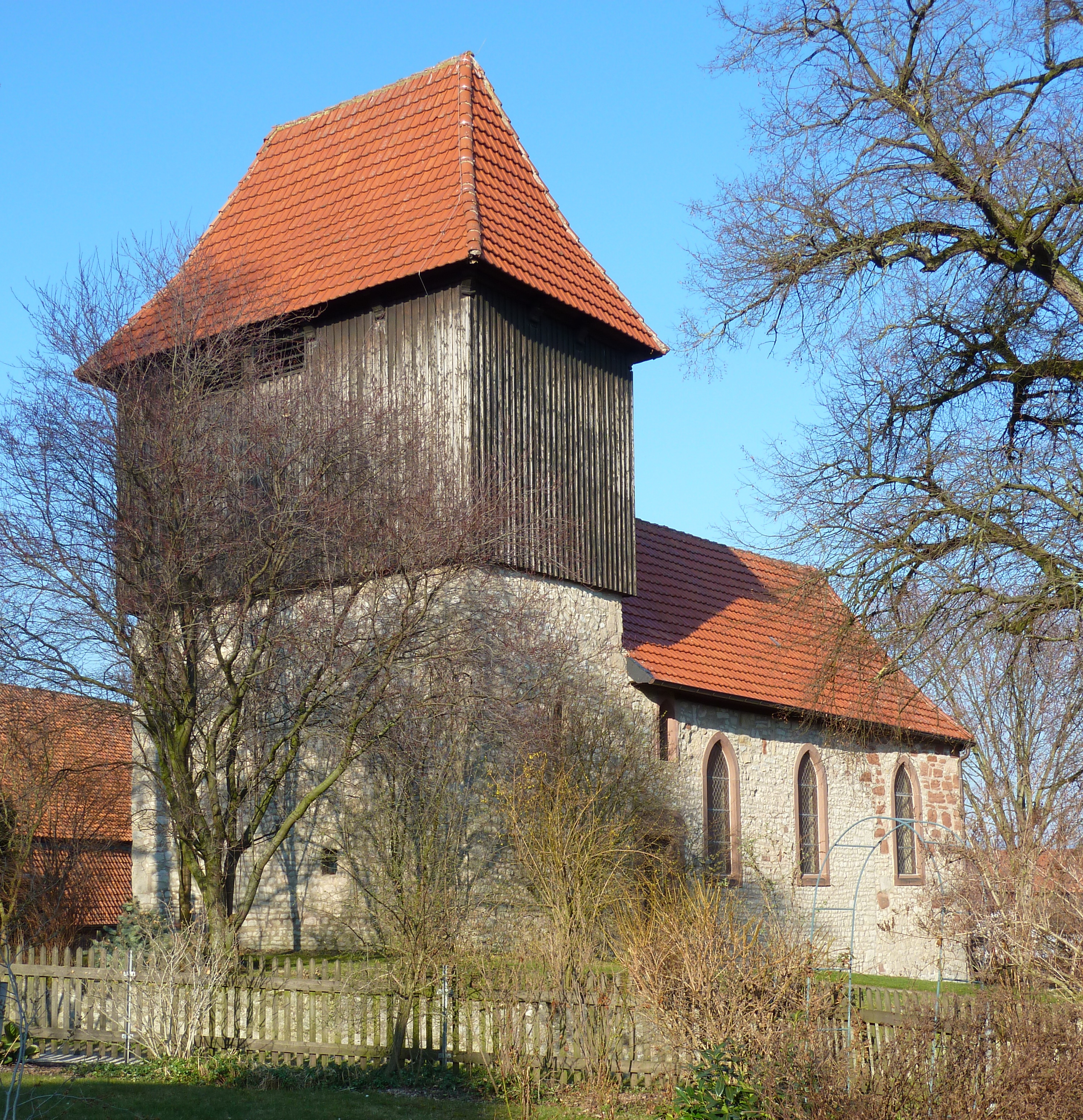
Eboldshausen, evang.-lutherse St. Jacobskerk
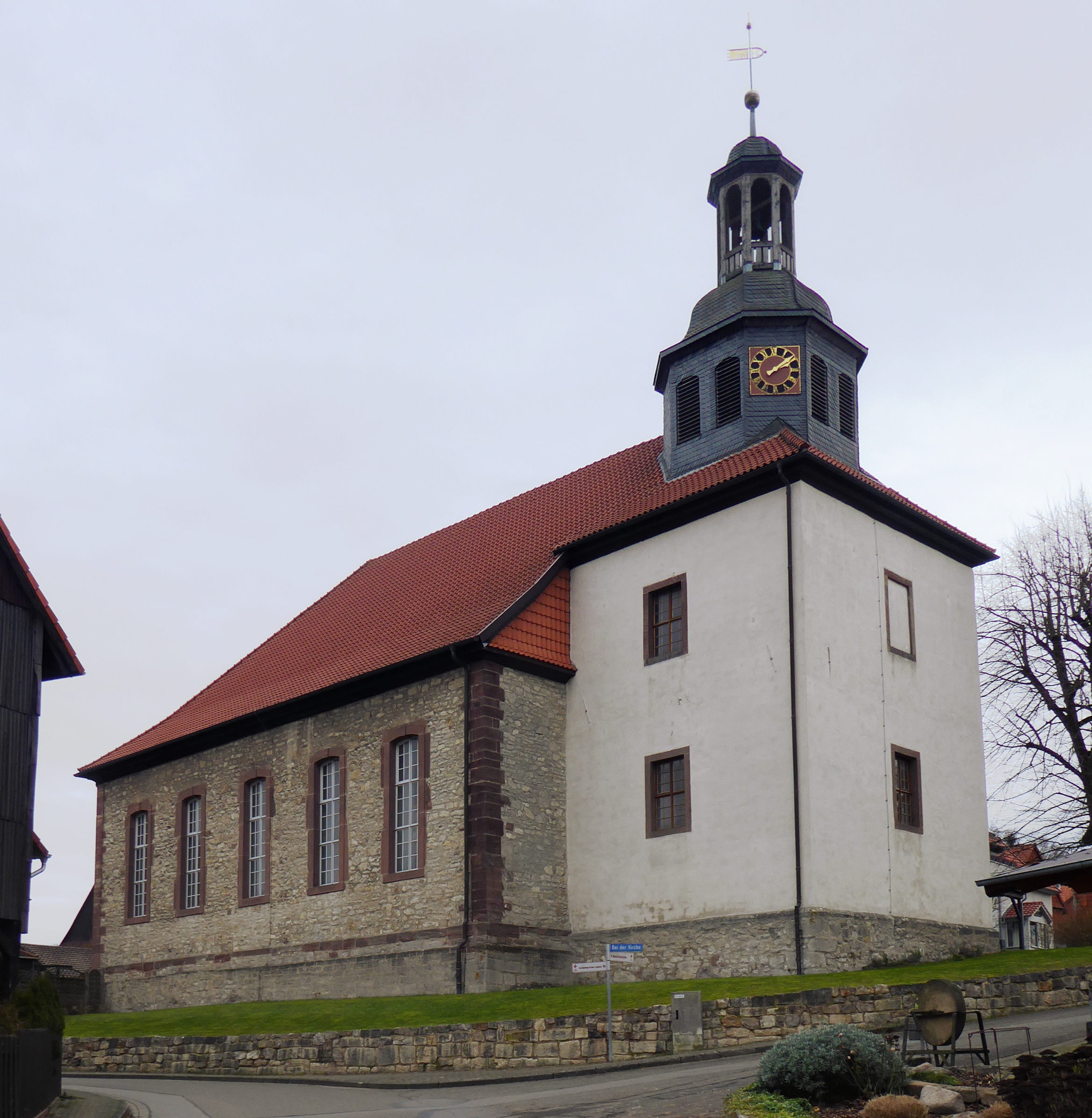
Evang.-lutherse St. Nicolaaskerk, Echte (1798)
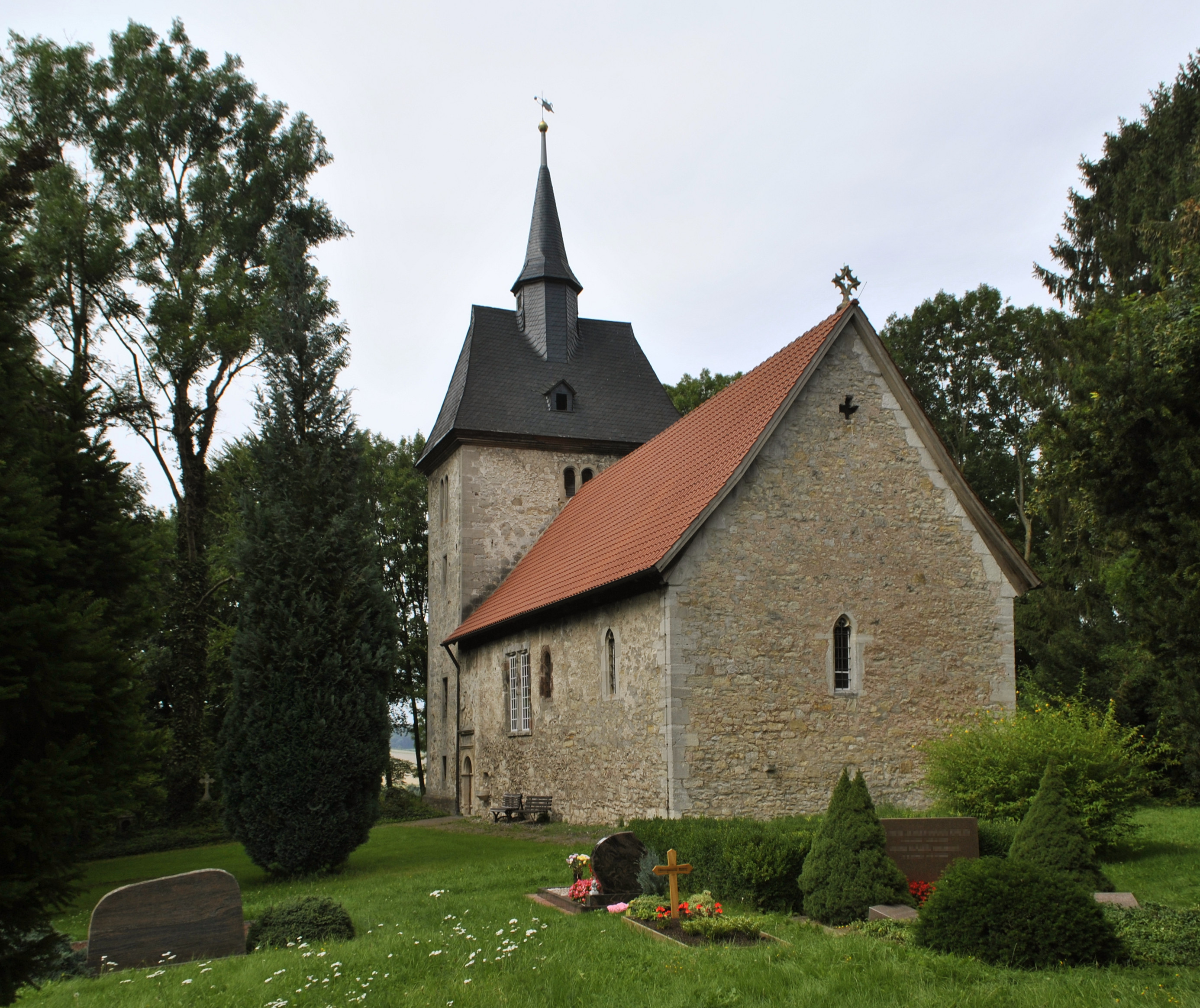
Kalefeld, Weißenwasserkerk
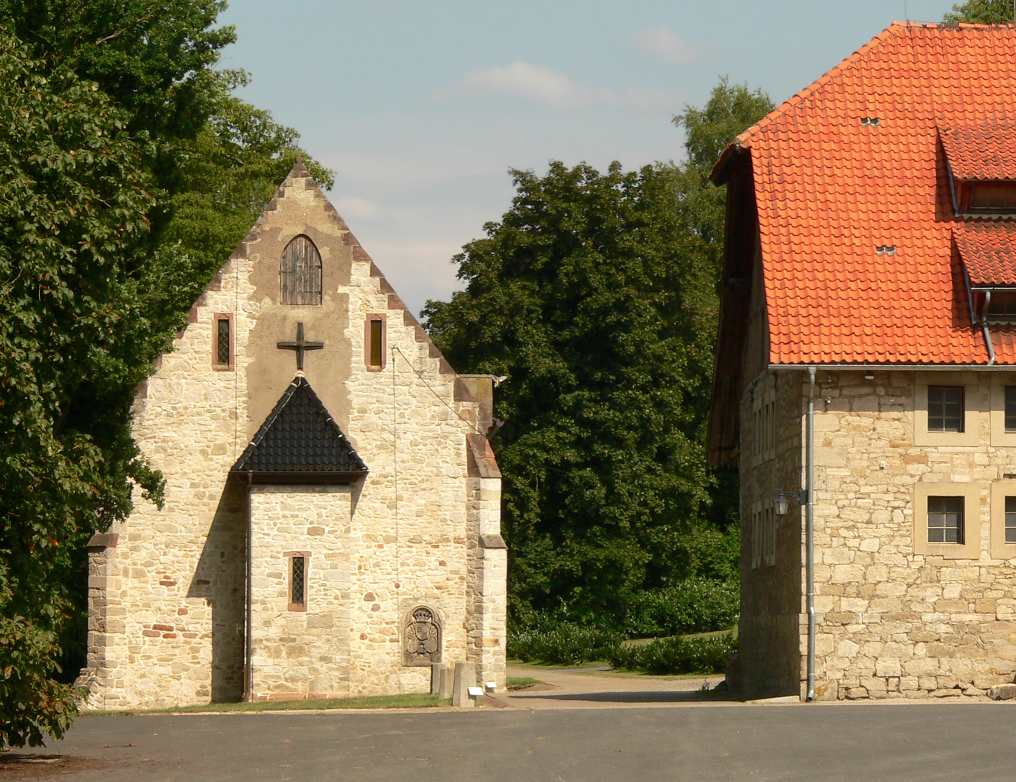
Kapel van Oldershausen (plm. 1875)
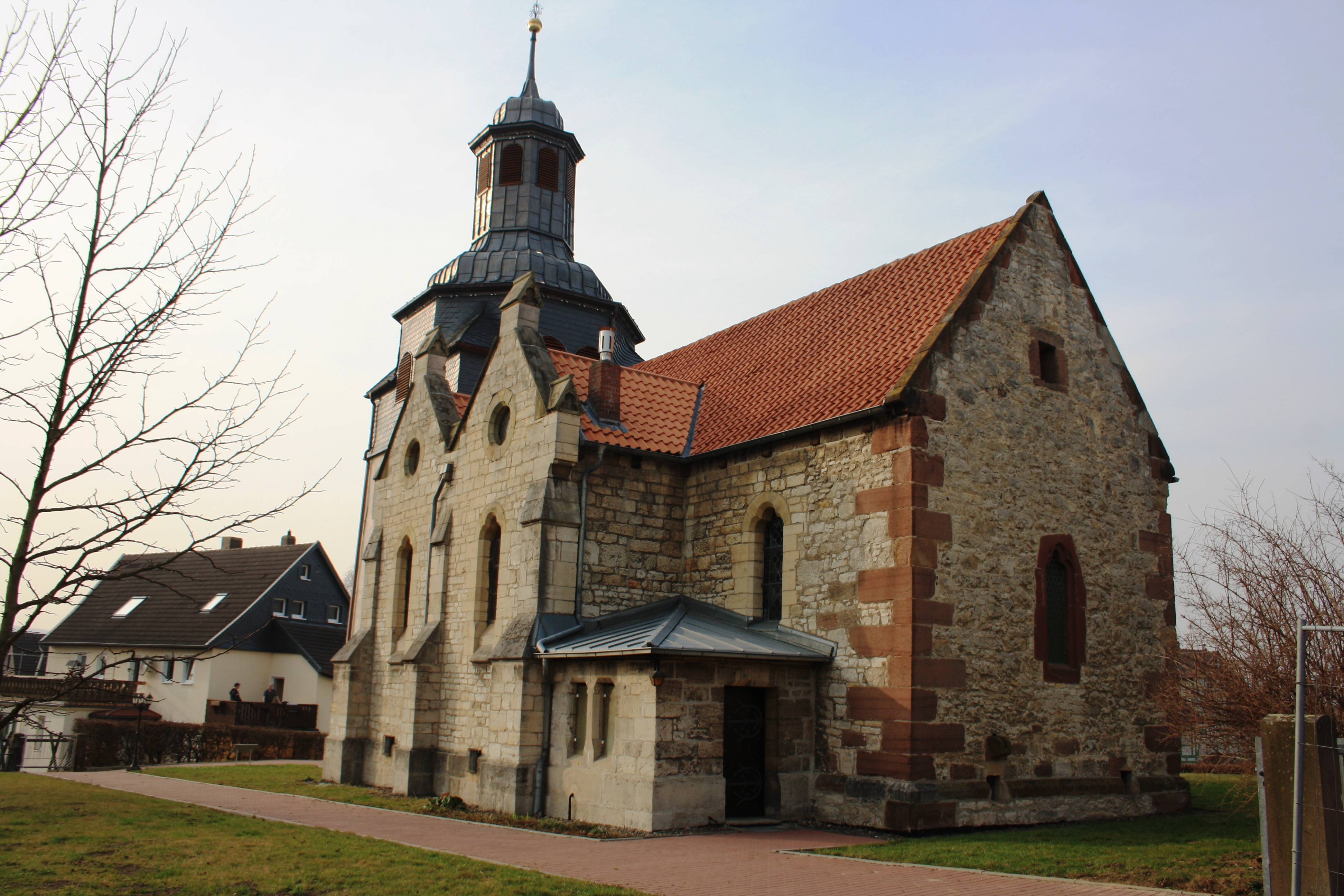
Evang. -lutherse St. Maartenskerk, Sebexen
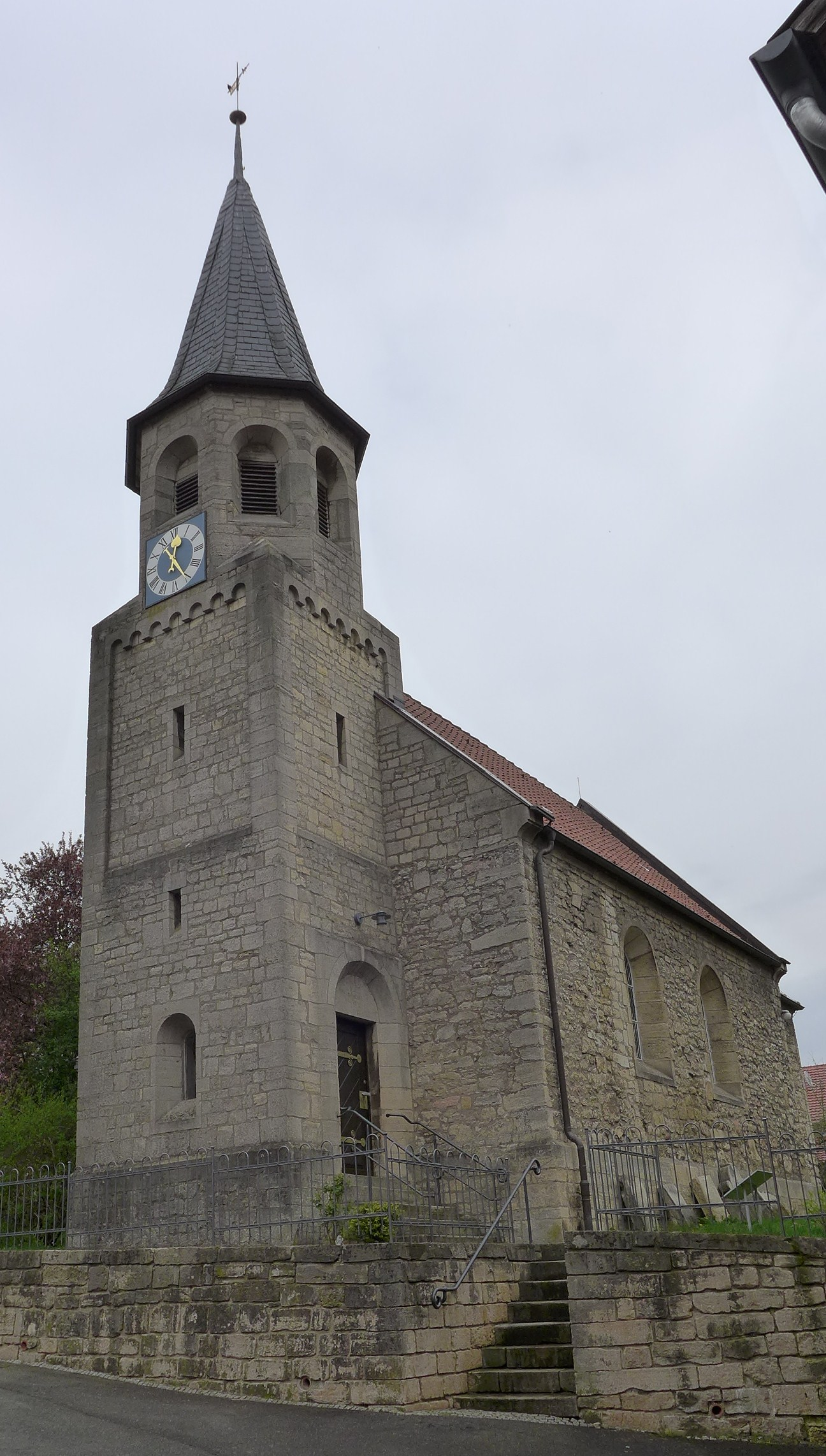
Simon-en-Judas-kerk te Wiershausen (1881)
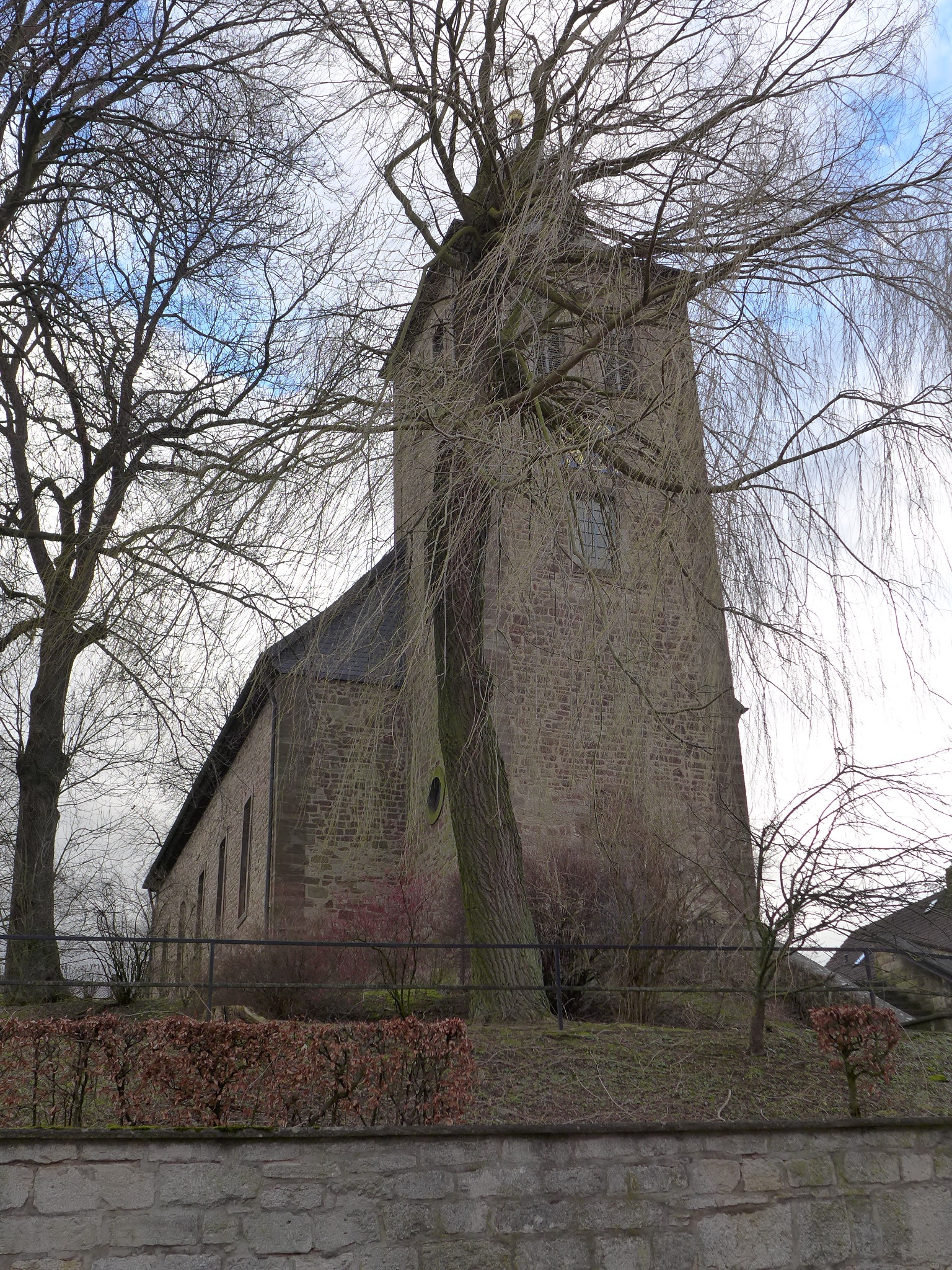
Evang.-lutherse St. Alexanderkerk, Willershausen (1750)

### Overige

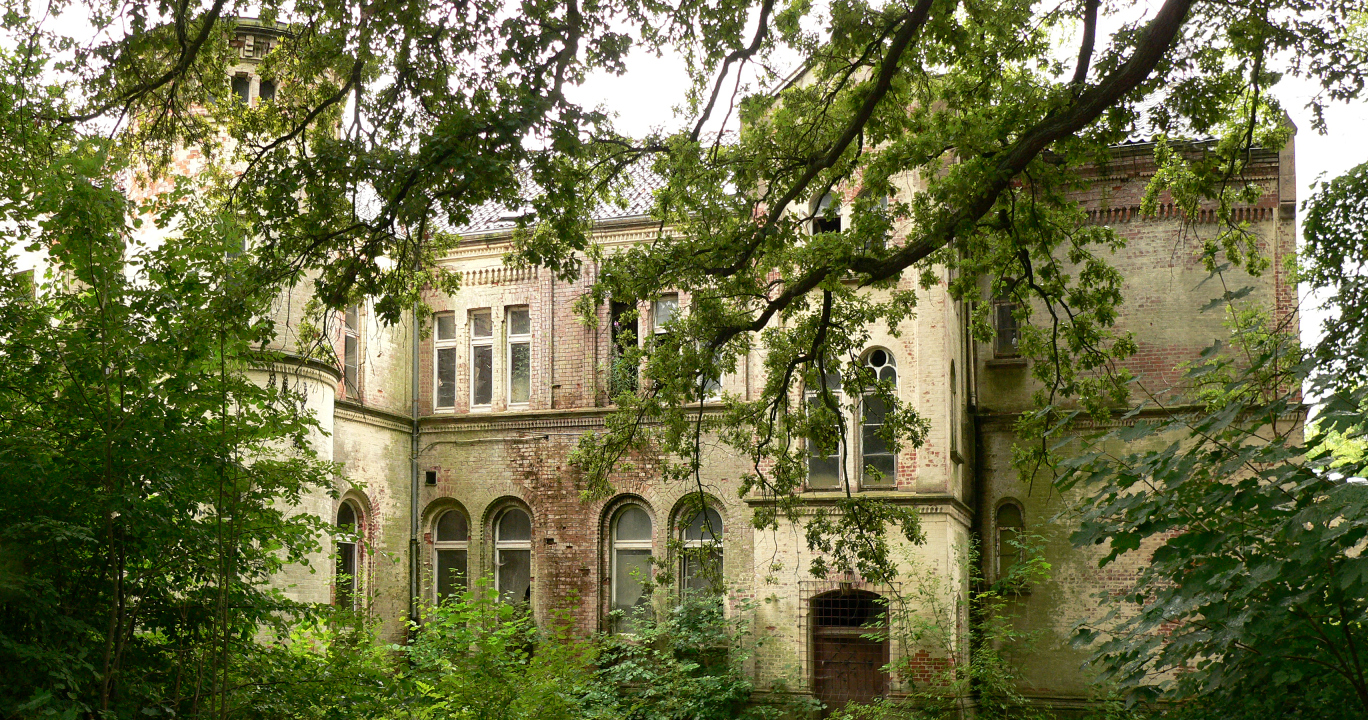
Kasteel Oldershausen (1859; sinds 1987 leegstaand; privé-eigendom)
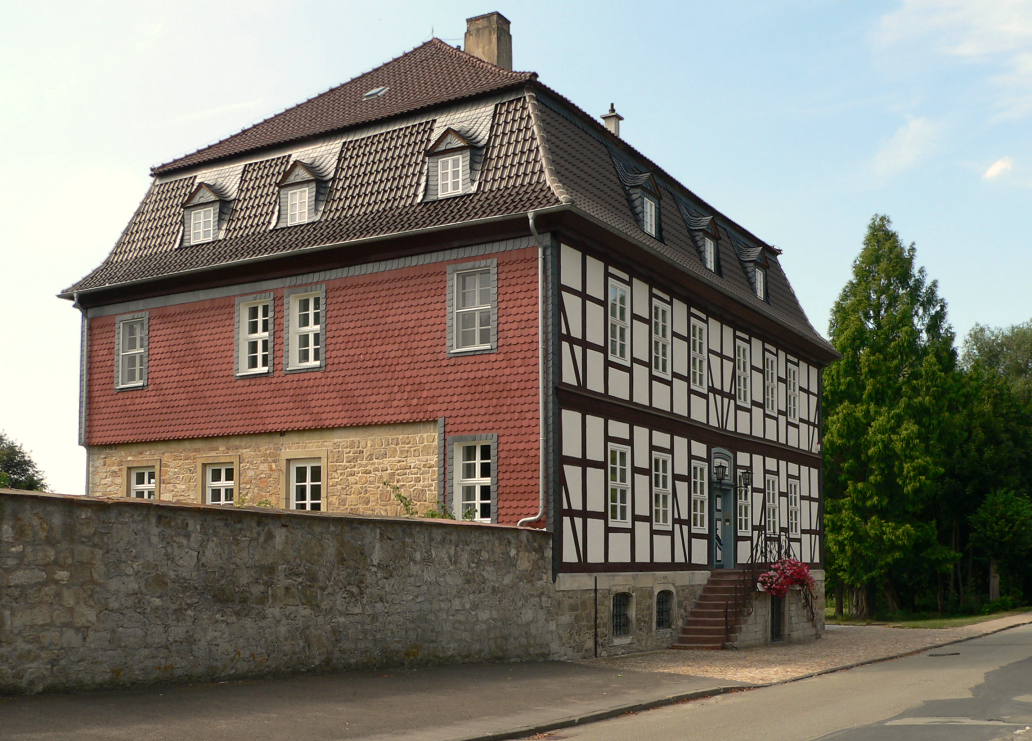
Amtshaus (1781) te Oldershausen
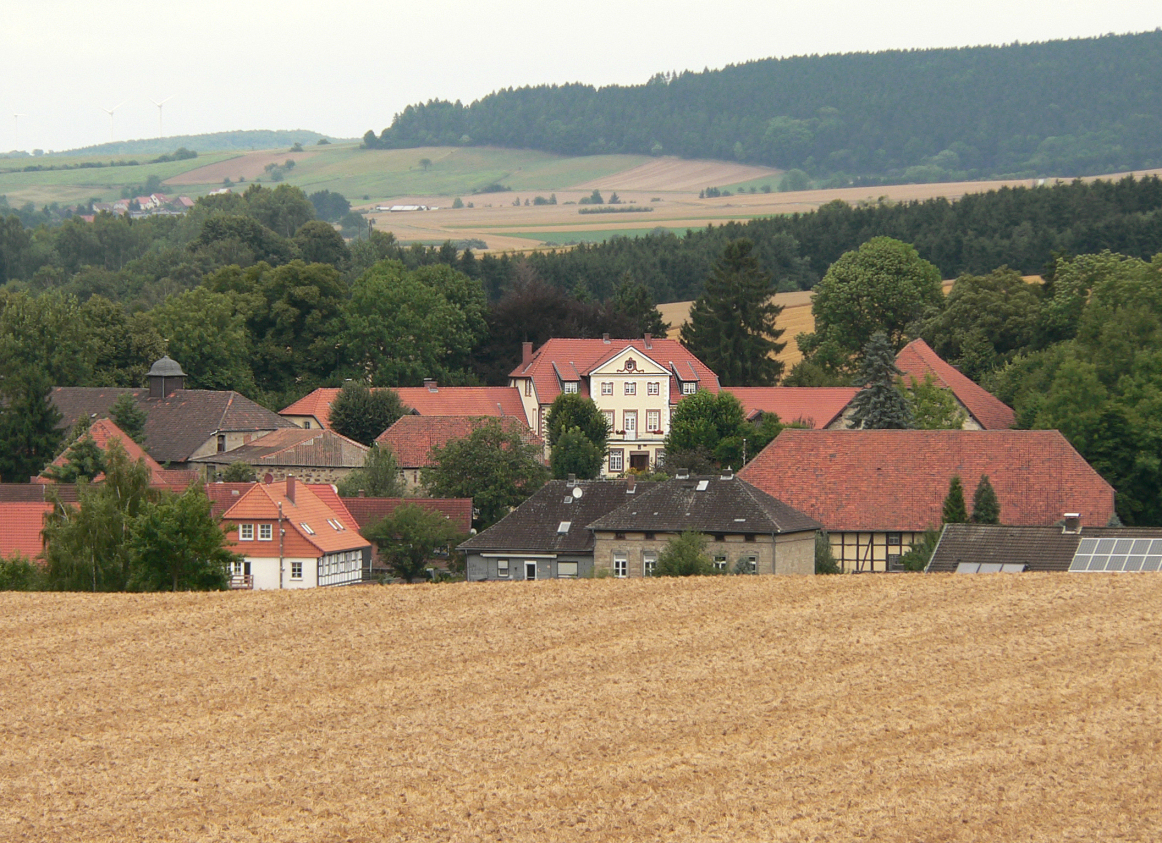
Westerhof, met op de achtergrond het kasteel, dat privé bewoond wordt en niet bezocht kan worden

## Belangrijke personen in relatie tot de gemeente
- Juliana van Hessen-Darmstadt (Darmstadt, 14 april 1606 – kasteel Westerhof, 15 januari 1659)